# Arne Jordal
De zesentwintigjarige Noor Arne Jordal is een personage uit de roman Nooit meer slapen van de Nederlandse schrijver Willem Frederik Hermans, gepubliceerd in februari 1966. Arne treedt op als gids die de onervaren geoloog Alfred Issendorf vergezelt tijdens diens expeditie door Noors Lapland, waar hij meteorietkraters hoopt te vinden. Na onenigheid over de te volgen richting gaan ze uit elkaar.

## Biografie
Arne Jordal is zesentwintig in de periode dat de roman zich afspeelt. Arne, die evenmin als Alfred een religieuze opvoeding heeft gehad, was zeven toen zijn vader overleed. Hij huldigt een levensovertuiging waarbij een karige, sobere levensstijl voorop staat.
Het uiterlijk en hele voorkomen van Arne is dat van een ouwelijke man:
Arne is ongeveer een hoofd groter dan ik. Zijn haar is lichtblond en aan de lange kant. Zijn achterhoofd komt er al doorheen en aan de slapen is het grijs. Alles aan hem is oud, al is hij maar een jaar ouder dan ik: zesentwintig. Hij heeft opvallend oude kleren aan, er zijn lappen in z'n broek gezet en in de ellebogen van zijn anorak.
Met Arne kan Alfred praten over filosofische en andere onderwerpen die hem interesseren, zoals de positie van een klein taalgebied in de wereld, de mogelijkheid dat er meer dan één heelal bestaat, en de filosoof Ludwig Wittgenstein, die jarenlang in Noorwegen heeft gewoond. Bovendien beschikt Arne over een gevoel voor humor dat aansluit op dat van Alfred. Tijdens een filosofische discussie met Alfred, Qvigstad en Mikkelsen betoogt Arne dat de wetenschap steeds anoniemer zal worden en dat eenmaal de natuur volledig bekend zal zijn, waarna geen mens zich nog interesseert voor de mensen die dat gepresteerd hebben.
De methodische, nette wijze waarop Arne schetsen en aantekeningen maakt, ziet Alfred, over diens schouder meekijkend, met bewondering aan:
Op de rechterbladzijde van het boek maakt Arne de tekening, op de linkerbladzijde staan notities. Ik kan ze niet lezen, want ze zijn in het Noors geschreven, maar ik zie genoeg om te begrijpen dat het heldere, nauwkeurige aantekeningen moeten zijn. Geen doorhalingen, geen geknoei: duidelijke nummering: natuurlijk aandoende indeling in paragrafen. Aantekeningen die niet onmiddellijk hun waarde verliezen als ze niet teruggelezen kunnen worden door degene die ze gemaakt heeft.
Kort nadat Qvigstad en Mikkelsen zich afgescheiden hebben om een andere richting op te gaan, krijgen Arne en Alfred onenigheid over hun eigen richting. Alfred loopt in de richting die volgens hem de juiste is, Arne denkt aanvankelijk aan een grap en blijft wachten bij het kloofdal waar ze hebben gezeten in de verwachting dat Alfred wel terug zal komen. Wanneer Alfred inderdaad terugkeert, treft hij Arne dood aan. Hij is van een helling gevallen, waarbij zijn schedel gespleten is. Arne ziet eruit alsof hij slaapt. 'Maar dit is geen slapen. Dit is nooit meer slapen.'

## Model uit de historische werkelijkheid
Hermans heeft onthuld dat voor Arne Jordal de Noor Torbjörn Fjellang model stond. Hermans maakte met Ffjellang kennis toen hij van 28 juli tot 5 augustus 1960 te Abisko (Noord-Zweden) een aardrijkskundig symposium bijwoonde en samen met hem een hotelkamer deelde. Otterspeer omschrijft Fjellang als 'een aimabele, rustige, eenvoudige aardrijkskundeleraar'.

## Arne in de personagestructuur
Arne wordt in de interpretatie van de roman doorgaans opgevat als een vaderfiguur voor Alfred, een superieure persoonlijkheid waarvan Alfred zich hoopt te bevrijden, maar die ook als voorbeeld dient. Daarnaast vertoont Arne duidelijke parallellen met Alfred, zo is ook zijn vader overleden, maar oefent een grote invloed uit op zijn leven.
Uit bijgeloof ziet Arne af van de hulp die het vermogen van zijn vader kan betekenen, aldus publicist Jeroen Paalvast. Arne denkt dat ontberingen inherent zijn aan succesvol wetenschappelijk onderzoek en gaat daarom op expeditie met een 'verouderde uitrusting', wat hem volgens Paalvast fataal werd: wanneer Alfred hem vindt onderaan de helling waarvan hij gevallen is, constateert hij dat Arne laarzen draagt waarvan de zolen zijn afgesleten.

### Arne, Qvigstadt en Mikkelsen
Als sympathieke vriend en gespreksgenoot is Arne op de expeditie de plaatsvervanger van Diederik. De andere deelnemers, Qvigstadt en Mikkelsen, zijn plaatsvervangers voor Brandel. Zij zijn ook volwassener: anders dan Arne worden zij steeds bij hun achternaam genoemd en de naam Qvigstadt duidt een grotere maat aan dan Issendorf.